# Psolidocnus farquhari
Psolidocnus farquhari är en sjögurkeart som beskrevs av Ole Theodor Jensen Mortensen 1925. Psolidocnus farquhari ingår i släktet Psolidocnus och familjen korvsjögurkor. Inga underarter finns listade i Catalogue of Life.